# 3117 Ньєпс
3117 Ньєпс (3117 Niepce) — астероїд головного поясу, відкритий 11 лютого 1983 року.
Тіссеранів параметр щодо Юпітера — 3,303.